# Петросян, Астхик Петросовна
Астхи́к Петро́совна Петрося́н (арм. Աստղիկ Պետրոսի Պետրոսյան; 1913—1980) — советская армянская ткачиха, передовик ткацкого производства. Герой Социалистического Труда (1960). Депутат Верховного Совета СССР VI созыва.

## Биография
Астхик Петросовна Петросян родилась в 1913 году в селе Артамет провинции Ван Западной Армении, в бедной семье сельского рабочего. Спасаясь от геноцида армян, семья Петросянов иммигрировала в Восточную Армению. По дороге от голода умерли родители Астхик, и её вместе с старшей сестрой взял на попечение дядя. Затем они были устроены в детском доме города Дилижан. В 1920 году подопечные детского дома были переведены в американский дом сирот при полигоне в городе Александраполь (с 1924 года — Ленинакан). После установления Советской власти в Армении старшая сестра Астхик была направлена на учёбу, а саму Асхик взяла на попечение армянская семья в селе Лоо в окрестностях города Сочи.
В 1930 году, после окончания средней школы села Лоо, Астхик Петросян вернулась в город Ленинакан. После прохождения квалификационных курсов Петросян устроилась в качестве ученицы ткачихи в Ленинаканский текстильный комбинат имени Майского восстания (в дальнейшем — Ленинаканское производственное хлопчатобумажное объединение имени Майского восстания Министерства лёгкой промышленности Армянской ССР). Одновременно она училась в Ленинаканском текстильном рабфаке, после окончания которого стала ткачихой ткацкой фабрики комбината. В 1931 году Петросян вступила в ВЛКСМ, в дальнейшем была членом бюро ВЛКСМ комбината. Во время работы Петросян выделилась своим трудолюбием. Начав с обслуживания четырёх ткацких станков, вскоре она перешла к обслуживанию восьми станков, и в дальнейшем увеличила их количество. Ежедневно Петросян перевыполняла намеченные планы и улучшала качество продукции. В 1939 году Петросян вступила в ВКП(б)/КПСС.
С началом Великой Отечественной войны Астхик Петросян выступила с предложением увеличения количества обслуживаемых ткачихами фабрики станков. Она сама с конца июня 1941 года перешла к обслуживанию 24 ткацких станков вместо установленных по плану 15—16 станков. В период войны Петросян была избрана членом бюро партийной организации ткацкой фабрики Ленинаканского текстильного комбината. В послевоенное время Петросян систематически перевыполняла намеченные планы: она выпускала 99,1 % продукции первого вида вместо установленных 91,5 %, ежедневно получая 500 метров высококачественной ткани вместо 380 метров. Уже в первый год седьмой пятилетки Астхик Петросян выпустила 9000 метров ткани больше нормы.
Указом Президиума Верховного Совета СССР от 7 марта 1960 года в ознаменование 50-летия Международного женского дня, за выдающиеся достижения в труде и особо плодотворную общественную деятельность Астхик Петросовне Петросян было присвоено звание Героя Социалистического Труда с вручением ордена Ленина и золотой медали «Серп и Молот».
Астхик Петросовна Петросян вела также активную общественную деятельность. Она была избрана депутатом Совета Союза Верховного Совета СССР VI созыва, членом Ленинаканского городского комитета Коммунистической партии Армении. Во время работы в Ленинаканском текстильном комбинате Петросян передала свой профессиональный опыт более 120 начинающим ткачихам.
Астхик Петросовна Петросян скончалась в 1980 году в Ереване. Похоронена на Нубарашенском кладбище в Ереване.

## Награды
- Герой Социалистического Труда (Указ Президиума Верховного Совета СССР от 7 марта 1960 года, орден Ленина и медаль «Серп и Молот») — в ознаменование 50-летия Международного женского дня, за выдающиеся достижения в труде и особо плодотворную общественную деятельность[17].